# Viktor Šimeček
Viktor Šimeček (* 14. červenec 1993, Praha) je bývalý český fotbalový záložník. Kariéru ukončil v létě 2025 v klubu SK Benátky nad Jizerou, ve kterém působil od roku 2017.

## Kariéra
Rodák z Prahy nastoupil ke svému prvnímu zápasu v Gambrinus lize 8. března 2013 v dresu Slavie proti Brnu.
V nejvyšší fotbalové soutěži nastoupil v dresu Slavie celkem ke třem utkáním, branku nevstřelil. V roce 2013 byl vyhlášen nejlepším hráčem premiérového ročníku Juniorské ligy. Mezi roky 2014-2016 hostoval z pražské Slavie v několika klubech. V letech 2017-2025 působil v klubu SK Benátky nad Jizerou, za které odehrál 178 soutěžních zápasů a vstřelil 33 branek. V létě 2025 ukončil fotbalovou kariéru kvůli zdravotním problémům, které ho provázely po celou dobu jeho kariéry.